# 三療
三療（さんりょう）は、あん摩マツサージ指圧師、はり師、きゆう師等に関する法律に定められた3つの医業類似行為（治療行為）、あん摩マッサージ指圧、鍼、灸を指す言葉で、三療家、三療業などというふうに使われている。主として視覚障害者のあいだで用いられており、NHKの「盲人の時間」（→「視覚障害者の時間」→現・「聞いて 聞かせて 〜ブラインド・ロービジョン・ネット〜」）には、「三療家のみなさんへ」というコーナーが過去、番組開始時からあった。近年増えている健常者（睛眼者）の鍼灸マッサージ師は、この語感が「三業」と似ていて野暮ったいとして、嫌う傾向がある。
1970年代まで、鍼や按摩といえば、盲人の職業というイメージが強かった。盲学校には、鍼按科（しんあんか）という職業課程がもうけられており、「職業」としての名称も、鍼按業（しんあんぎょう）と呼ばれていた。お灸をすえる行為は、盲人には不向きで、寺院の僧侶がサービスとして行っていることが多かった。
戦後、灸を含めた治療行為をどう呼ぶかが問題になり、盲学校の学科名としては理療科が用いられているが、これも理学療法士と間違えやすく、あまり好ましくない。英語のMassage, Acupuncture, Moxibustionの頭文字をとり、MAMとし、マーム、マアムとしたらどうかという意見もあり、「まあむ」という鍼灸マッサージ師向けのパソコン用情報管理ソフトが作られたこともあった。現在は法律のあん摩、はり、きゅうの頭文字をとり、あはきということが多い。